# Boroviće (Sjenica)
Boroviće (Servisch cyrillisch Боришиће) is een plaats in de Servische gemeente Sjenica. De plaats telt 73 inwoners (2002).